# 李希信
李希信（1962年11月—），男性，山东临邑人，汉族，中国共产党党员。中华人民共和国政治人物。曾任泰安市人民政府市长、山东省农业农村厅厅长、山东省乡村振兴局局长，第十三届全国人民代表大会山东地区代表。
2018年2月24日，当选为第十三届全国人大代表。同年10月，调任山东省农业农村厅厅长。2022年8月卸任农业农村厅厅长，转任山东省人民政府参事。